# Vocabulaire de la danse classique
Le vocabulaire de la danse classique comprend les termes et expressions utilisés en danse classique. Cet art utilise différents pas, attitudes, positions, mouvements et expressions codifiés, dont on trouvera ci-après la description.
- Haut – A
- B
- C
- D
- E
- F
- G
- H
- I
- J
- K
- L
- M
- N
- O
- P
- Q
- R
- S
- T
- U
- V
- W
- X
- Y
- Z

## A
- Adage : mouvement lent (souvent associé aux levers de jambe) ;
- Ange (saut de l') : soubresaut déplacé ;
- Arabesque (voir photo d'une arabesque cambrée dans la galerie située en fin d'article) : l'arabesque est un mouvement nécessitant une certaine flexibilité où le danseur lève la jambe en arrière (vers 90 degrés) ;
- Assemblé : l'assemblé est un saut qui part d'un pied et arrive sur deux. On part de la cinquième ou troisième position, on effectue un dégagé (en avant, de côté ou en arrière) et on saute. Pendant le saut les deux jambes se rejoignent à la verticale. On termine le saut sur un plié en cinquième ;
- Attitude (voir photo d'une attitude dans la galerie située en fin d'article) : l'attitude est une position où le danseur a une jambe pliée en l'air assez haut. L'attitude peut être devant, à la seconde (de côté) ou en arrière. On passe de l'attitude derrière à l'arabesque en tendant la jambe qui est en l'air. À noter qu'il existe deux types d'attitudes : à la russe (le talon de la jambe en l'air se trouve placé plus haut que le genou de cette même jambe) et à la française (le talon est aligné sur la position du genou)!

[haut de page]

## B
- Balancé : changement de jambe d'appui par le balancement du corps de gauche à droite (ou de droite à gauche) ou d'avant en arrière (ou d'arrière en avant) ;
- Ballonné : saut qui part de coupé derrière, on pose le pied de derrière en sautant tandis que la jambe de devant se tend puis revient en coupé lorsqu'on touche à nouveau le sol, ou (deuxième façon) on part de pointé derrière, pendant le saut on lance la jambe en avant et, en atterrissant, on replie la jambe en mouvement ;
- Barre : exercices effectués en s'appuyant d'une main ou avec les deux à  une barre horizontale (généralement en bois).La barre est notamment utilisée lors des échauffements musculaires, et pour perfectionner des mouvements qui seront ensuite réalisés au milieu[1].
- Ballotté : saut sur place d'un pied sur l'autre et d'avant en arrière, composé de battements alternativement développés ;
- Basque (pas de) : pas qui peut se faire en avant ou en arrière et qui permet de se déplacer. Il part de la position cinquième ou troisième. On dégage le pied de devant ou de derrière (par exemple le pied droit) sur plié pour faire un quart de rond de jambe. On change alors le poids du corps pour passer sur le pied qui était dégagé (droit) en changeant de direction. Puis on effectue un temps lié en passant par la première. On termine en fermant en cinquième ;
- Basque (saut de) : saut de la famille des jetés, déplacé et rotatif ;
- Battement : on part de la cinquième ou troisième position et on lance la jambe à l'avant, sur le côté ou à l'arrière. Le battement se termine par la cinquième position des jambes. À la différence du grand battement, le battement simple ou petit battement est plus léger, il ne monte pas aussi haut que le grand battement ;
- Battement (grand) : un battement peut s'effectuer en croix ; un grand battement consiste à lancer la jambe tendue à 90 degrés ou davantage. Un grand battement se termine par une cinquième ou  troisième position des jambes ;
- Batterie : on appelle batterie les mouvements des jambes qui s'entrechoquent une ou plusieurs fois pendant que l'on est en l'air lors de sauts ;
- Battu (pas) :
- Biche (pas de) : le pas de biche consiste à faire comme un pas chassé, mais de face et avec de l'élan ;
- Biche (saut de) : le saut de biche est un grand jeté avec le genou de la jambe de devant replié et ramenée sous la cuisse ;
- Bourrée (pas de) : pas en trois temps qui permet un changement de pied simple avec un léger déplacement latéral. L'un des premiers appris à l'élève. Il en existe divers types : simple, dessous, dessus, dessus et dessous. Voir aussi la description du pas de bourrée au XVIIIe siècle;
- Bourrée bateau (pas de) : pas partant sur une jambe pliée, l'autre dégagée derrière en quatrième ouverte ; le pied de derrière pique derrière celui de devant, celui-ci pique en quatrième ouverte et le pied de derrière se pose à plat derrière le droit qui dégage en quatrième devant ouverte. On refait ensuite le mouvement à l'inverse, donnant ainsi une impression de balancement ;
- Brisé : le brisé consiste à lancer une jambe à 15 cm du sol (ex. : jambe droite) et à sauter avec l'autre jambe en croisant les 2 jambes en l'air (d'abord droite devant puis gauche devant en l'air) et en retombant en cinquième position comme au départ (droite derrière).

[haut de page]

## C

Double cabriole derrière.

- Cabriole : on parle de cabriole dès lors qu'un temps levé est battu. Une jambe part en l'air, la deuxième la rejoint et la frappe avant de se reposer au sol ;
- Changement de pied : saut de la famille des soubresauts, qui part des 2 pieds et arrive sur 2. Pendant le saut on change le pied de devant ;
- Chat (saut de) : le saut de chat consiste en un saut sur le côté, en levant les genoux à hauteur de la poitrine, les deux jambes pliées, et qui se termine en quatrième ou cinquième position ; le danseur part d'un plié. Au cours de sa phase d'ascension, il plie et étend rapidement chacun de ses genoux en portant ses hanches vers l'extérieur du corps. À un moment donné, ses deux pieds se trouveront en l'air, l'un au-dessus de l'autre, au même moment. Le danseur paraît suspendu dans les airs. Le contact avec le sol doit être parfaitement programmé en raison des risques de blessure. Le danseur plie les genoux et touche le sol sur la pointe des pieds. Il déroule alors son extrémité en direction du talon ;
- Chassé (pas) : un pas chassé (ou simplement chassé est souvent utilisé dans la danse classique ou moderne. C'est un pas simple qui peut aussi servir à prendre de l'élan par exemple pour un grand jeté. On effectue un pas chassé (après un dégagé par exemple) en chassant le pied de devant grâce à l'autre pied, tout en avançant. Un pas chassé s'effectue en général en quatrième (c'est-à-dire vers l'avant) ou à la position seconde ;
- Cheval (pas de) : le pas de cheval est un saut qui se déplace. On se place en attitude devant (jambe droite par exemple) et on saute en changeant de jambe. La jambe qui était au sol (gauche dans l'exemple) va alors en attitude devant et ainsi de suite ;
- Contretemps : il part en position cinquième. Le pied de derrière coupe, la jambe de devant est la jambe de terre pour l'équilibre qui s'ensuit, la jambe montée en équilibre glisse le long de la cuisse, et pose en position seconde et devient la jambe de terre pour le deuxième équilibre. La jambe montée en équilibre ferme en position cinquième devant ;
- Colophane : résine utilisée par les danseurs pour éviter de glisser. Ils appliquent la colophane sous leurs chaussons[2].
- Coryphée : quatrième échelon dans la hiérarchie du Ballet de l'Opéra de Paris ;
- Coupé : le coupé est l'action, à partir de la position cinquième ou troisième, de plier les deux jambes, levant légèrement celle de derrière pour tendre la pointe derrière la cheville de la jambe de terre.

[haut de page]

## D
- Déboulé : enchaînement de tours rapides passant par la première et la cinquième position sur demi-pointe ;
- Dégagé : action de tendre une jambe en pointant le pied ;
- Demi-contretemps : commence par un retiré à petite hauteur suivi d'un glissé en avant, comme dans un contretemps normal. La différence est qu'on ne change pas de jambe mais on utilise celle qui est déjà devant (ou derrière si on fait un demi-contretemps en arrière) pour réaliser le contretemps ;
- Demi-plié : consiste à plier les jambes sans soulever les talons (le grand plié consiste à descendre plus bas et à décoller les talons) ; peut s'exécuter dans toutes les positions ;
- Demi-pointes : chaussons de danse ;
- Détourné : rotation sur deux pieds, en cinquième position, du côté de la jambe arrière ;
- Développé : consiste à tendre une jambe en partant d'un retiré et en passant par une attitude. Un développé peut se finir en arabesque lorsque la jambe levée est derrière, en seconde position lorsqu’elle est sur le côté ou en quatrième quand elle est devant.

[haut de page]

## E
- Écart (grand) : le grand écart part d'un fendu puis on tend la jambe de devant pour arriver à une ligne droite au sol formée par les jambes ; le grand écart peut être facial ou latéral c'est-à-dire en position quatrième ou à la position seconde ;
- Échappé : saut qui s'effectue en deux temps. Départ en cinquième position, on saute en gardant les jambes serrées (comme un soubresaut) puis en redescendant on les ouvre à la seconde ou en quatrième. Pour refermer il suffit de faire la démarche à l'envers et de changer le pied à l'arrivée. On peut l'utiliser comme un changement de pieds. Si ce mouvement est effectué sur pointes, il ne sera pas (ou très peu) sauté : le départ se fait pieds plats, puis l'on doit écarter les jambes de façon à se retrouver en seconde ou en quatrième relevé sur pointes ;
- Échappé battu : on commence en cinquième ou troisième position, on saute et on atterrit en seconde position (plié), puis on saute encore une fois en introduisant une batterie (voir entrechat) et on finit en cinquième ou troisième ;
- Emboîté : emboîter est une manière de dire que les deux pointes sont tendues et serrées l'une contre l'autre. Possibilité d'en faire un déplacement - dans ce cas, le danseur sur pointes passe ses jambes l'une devant l'autre tout en les gardant tendues ;
- Enchaînement : suite de pas de danse liés les uns aux autres [3] ;
- En dedans : se dit d'un tour. Le tour se prépare en grande position quatrième la jambe de devant étant pliée et celle de derrière tendue. Il peut être légèrement fouetté ;
- En dehors : se dit d'un tour. Le tour parti en position quatrième, la jambe de devant devient la jambe de terre ;
- Entrechat : soubresaut ou changement de pied battu ;
- Entrechat quatre : pas de danse classique ;
- Enveloppé : pas auxiliaire qui sert d'élan pour imprimer au corps une impulsion qui le fait tourner. C'est l'action enveloppante d'une jambe, exécutée vigoureusement, qui donne au corps l'élan pour le faire tourner (Grazioso Cecchetti) ;
- Étoile : premier échelon dans la hiérarchie du ballet de l'Opéra de Paris.

[haut de page]

## F
- Failli : sorte de petite cabriole.
- Flic-flac : le flic-flac est un pas issu de la danse folklorique et de caractère, qui part d'un dégagé à la position seconde, on ferme en position cinquième (devant ou derrière) puis coupé, fermé en cinquième, jeté à la position seconde, fermé en position cinquième devant si on avait fermé derrière la première fois, derrière dans l'autre cas puis coupé. Si on ferme devant en premier le flic-flac est en dehors, sinon il est en dedans ;
- Fondu : pas se terminant comme un développé, une jambe tendue à une hauteur variable, mais qui doit se faire en partant les deux jambes pliées et en les tendant ensuite en une fois ;
- Fouetté : il y a différentes sortes de fouettés : les fouettés en dedans et en dehors, les fouettés sautés, les fouettés sur pointes ou demi-pointes (on pique sur la jambe droite, on lève la jambe gauche devant et on tourne sur la pointe ou demi-pointe en laissant la jambe gauche tendue en l'air, on finit donc en arabesque sur pointe ou demi-pointe), les fouettés sous forme de pirouette (on fait une pirouette puis on développe la jambe droite ou gauche devant et on plie la jambe de terre la jambe en l'air fait un rond de jambe jusque de côté puis replie et refait une pirouette, et ainsi de suite). On peut faire des fouettés doubles, c'est-à-dire avec deux pirouettes entre le rond de jambe.

[haut de page]

## G
- Gargouillade : c'est un saut de chat où l'on part du côté du pied de devant et où l'on change de pied. Au XVIIIe siècle la Camargo est réputée pour ses gargouillades ;
- Glissade : au départ de la cinquième position elle consiste en un dégagé, suivi d'un transfert de poids du corps sur la jambe qui a dégagé, l'autre refermant en cinquième. Le dégagé peut se faire en partant de devant ou de derrière à la seconde ou en quatrième, en fermant devant ou derrière. Il existe donc des glissages dessus-dessus (le pied de devant dégageant restant devant), dessous-dessus (le pied de derrière terminant devant), dessous-dessous (le pied de derrière dégageant restant derrière) et dessus-dessous (le pied de devant terminant derrière). Le mouvement se fait glissé comme l'indique son nom, et non sauté ;
- Glissé (pas) : une jambe s'écarte de l'autre tout en faisant glisser le pied à terre pendant tout le parcours ;
- Grand pas et Grand pas d'action : voir Grand pas.

[haut de page]

## H
[haut de page]

## I
[haut de page]

## J

Grand jeté.

- Jeté : le jeté est un saut commencé sur une jambe et fini sur l'autre (contrairement au sissonne commencé sur deux pieds et fini sur un, ou à l'assemblé commencé sur un pied et fini sur les deux). Il existe différentes formes de jetés ;
- Jeté (grand) : le grand jeté est un saut vers l'avant en faisant le grand écart. En prenant de l'élan (quelques pas chassés ou glissades quatrième) on fait le grand écart, mais au milieu du saut ;
- Jeté arrière en tournant (grand) : Le grand jeté en tournant démarre de dos, en faisant un pas vers l'arrière. Si le pied droit est devant, il faut partir vers la gauche pour prendre de l'élan (quelques pas chassés ou glissades seconde) et ensuite sauter en levant la jambe droite devant soi (tout en prenant assez d'élan) et tourner de manière à jeter la jambe opposée vers l'arrière. Et donc atterrir sur la jambe droite en arabesque. Concernant les bras, ils permettent de donner de l'élan et se retrouvent en couronne lors du saut. Voir gif [4]
- Jeté (pas de bourrée) : il part de la cinquième position, on dégage derrière, on détourne, on chasse en quatrième, le pied de derrière passe en fouetté devant et prend la place du pied de terre en sautant. Le pas finit en arabesque qui pose et la couronne des bras descend en un cambré. Le pas de bourrée jeté est aussi appelé grand jeté en tournant ;
- Jeté-battu ;
- Justaucorps : tunique de danse.

[haut de page]

## L
[haut de page]

## M
- Manège : le manège est un parcours circulaire autour de la scène. Les pas peuvent être des tours piqués mais aussi des enchaînements de grands sauts et pas de liaisons (par exemple glissade, grand jeté). Les manèges peuvent se faire seul ou à plusieurs ;
- Mazurka (pas de) ;
- Menée : une menée est un enchaînement de pas effectués sur pointes. À partir de la cinquième position sur pointes, on avance du côté de la jambe de devant en pliant et tendant rapidement les jambes. C'est la jambe de derrière qui fait avancer en « poussant » celle de devant, ce qui donne cette impression de légèreté comme si on effleurait seulement le sol.

[haut de page]

## N
[haut de page]

## O
[haut de page]

## P

Pirouette

- Pas: un mouvement du pied, mais aussi un mouvement particulier dans une danse ;
- Pas de deux : moment au cours d'un ballet où deux danseurs exécutent un long duo ;
- Passepied : danse traditionnelle originaire de Bretagne ;
- Penché : ensemble de ports de bras (ex : devant, de côté) ;
- Petit rat : nom donné aux éleve de l'Opéra de Paris ;
- Piqué : déplacement qui part d'une position pieds à plat pour arriver à une position sur pointes ;
- Piqué tourné : à partir de la position cinquième, dégager, piquer, ramener l'autre pied dessus et tourner, puis refermer en cinquième ;
- Pirouette : la pirouette consiste en un tour retiré qui, à partir d’une position sur les deux pieds, se fait sur un seul pied élevé sur demi-pointes ou sur pointes. On parle de pirouette lorsque la rotation est de 360 degrés et referme, de façon générale en position cinquième ou en grande quatrième ;
- Plié : mouvement d'échauffement qui s'effectue en pliant les jambes en dehors ;
- Plié (grand) : action de plier les deux jambes en dehors jusqu'au sol ;
- Pointes : chausson de danse classique pour se mettre sur la pointe des pieds ;
- Polonaise (pas de) ;
- Port de bras : le port de bras est, comme l'indique son nom, un porté, c'est-à-dire qu'on soutient l'action des bras et qu'on reste dans la position où on est pour les déplacer harmonieusement (voir la vidéo) ;
- Position : placements des pieds des danseurs (première, seconde, troisième, quatrième, cinquième, sixième) ;
- Premier danseur : deuxième échelon dans la hiérarchie du ballet de l'Opéra de Paris.

[haut de page]

## Q
- Quadrille : cinquième et dernier échelon dans la hiérarchie du ballet de l'Opéra de Paris.

[haut de page]

## R
- Rat : voir petit rat ;
- Retiré : placement du pied au genou ou à la cheville avec la jambe pliée en dehors ;
- Relevé : montée sur demi-pointes ou pointes. Il existe des relevés sur 2 pieds ou sur 1 pied ;
- Révérence : dégagé plié devant ou sur le côté avec port de bras à la position seconde. Pas de salut. Il existe bien d'autres révérences ;
- Rond de jambe : le rond de jambe (ou rond-de-jambe) à terre part d'une position fixe, les 2 pieds au sol, puis il suffit de pointer devant soi et de « dessiner » un demi-cercle vers l'extérieur en passant bien par une position seconde en arrière. En l'air, soit on fait pareil qu'au sol en levant la jambe, soit on développe la position seconde puis on fait des cercles (plutôt aplatis) avec la jambe, dans un sens ou dans l'autre ;
- Royal : un royal est un saut qui commence en position cinquième devant et se croise en avant pour atterrir en retiré derrière. C'est un entrechat trois sur lequel on retombe sur un pied. On prétend qu'il a été inventé par Louis XIV, d'où son nom.

[haut de page]

## S

Sissonne arabesque

- Saut de basque : voir Basque (saut de)  ;
- Saut de biche : voir Biche (saut de) ;
- Saut de chat : voir Chat (saut de) ;
- Saut de l'ange : voir Ange (saut de l') ;
- Sissonne : le sissonne est un saut : 2 pieds propulsent et 1 pied permet de se recevoir. On distingue notamment :
  - Sissonne retiré : plier, sauter avec les jambes serrées, se recevoir sur une jambe l'autre étant en coupé.
  - Sissonne arabesque : plier, sauter en avançant en position d'arabesque, se recevoir en arabesque, puis fermer ;
- Soliste : danseur ou danseuse qui interprète des rôles en solo ;
- Soubresaut : saut vertical qui part des 2 pieds pour arriver sur les 2 ;
- Soutenue :degagé seconde, ramène les 2 jambes sur pointes ou demi pointe, tourne et plié
- Sujet : troisième échelon dans la hiérarchie du ballet de l'Opéra de Paris ;
- Surrection : action courte consistant à marquer le temps en se mettant sur la pointe des pieds.

[haut de page]

## T

Tours en l'air.

- Temps de flèche : saut consistant à lancer une jambe en avant, puis lever la deuxième pendant que la première est en l'air, et atterrie sur cette première jambe. saut un sur un ;
- Temps levé : saut qui part d'un pied pour arriver sur le même ;
- Temps lié : c'est un dégagé plié de la position cinquième à la position quatrième où le poids du corps change de jambe ;
- Tour : rotation en appui sur un seul pied ;
- Tour en l'air : il s'agit d'un pas le plus souvent effectué par les hommes. c'est un soubresaut ou un changement de pied qui tourne en l'air ;
- Tour en dedans : on tourne du côté opposé de la jambe qui se lève, ou du côté de la jambe d'appui. Si je suis en cinquième et que je tourne vers la droite, je prends appui sur ma jambe droite pour tourner, et je lève ma jambe gauche. ;
- Tour fouetté (voir fouetté) : tour consistant, tout comme la pirouette, à se tenir sur une jambe en demi-pointe ou pointe, mais dont la jambe en l'air est tenue en seconde (90° et plus). Le tour fouetté est souvent utilisé dans la succession de pirouettes, tours attitude, etc. ;
- Tour piqué : le tour piqué se fait en principe en manège ou en diagonale. C'est un tour en dedans, car on tourne vers la jambe d'appui mais il existe aussi des tours piqués en dehors.
- Tutu : jupe portée par les danseuses.
- temps lié soutenus

[haut de page]

## U
[haut de page]

## V
- Valse (pas de) : s'effectue en trois temps comme la valse ;
- Variation : chorégraphie dansée par une seule personne, en solo.

[haut de page]
Le saviez-vous ?
En danse classique quand on "avance" on dit qu'on "descend" ; ainsi lorsqu'on "recule", on dit qu'on "remonte".
Savez-vous pourquoi ?
Parce qu'avant, les scènes étant penchées, on descendait et on remontait.

## Galerie

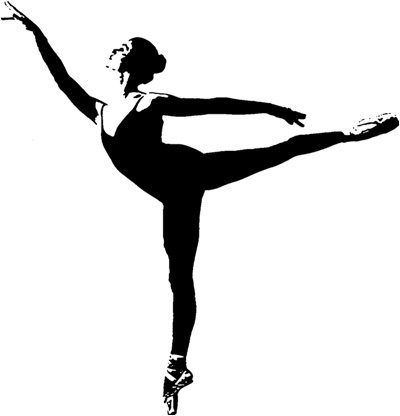
Arabesque simple
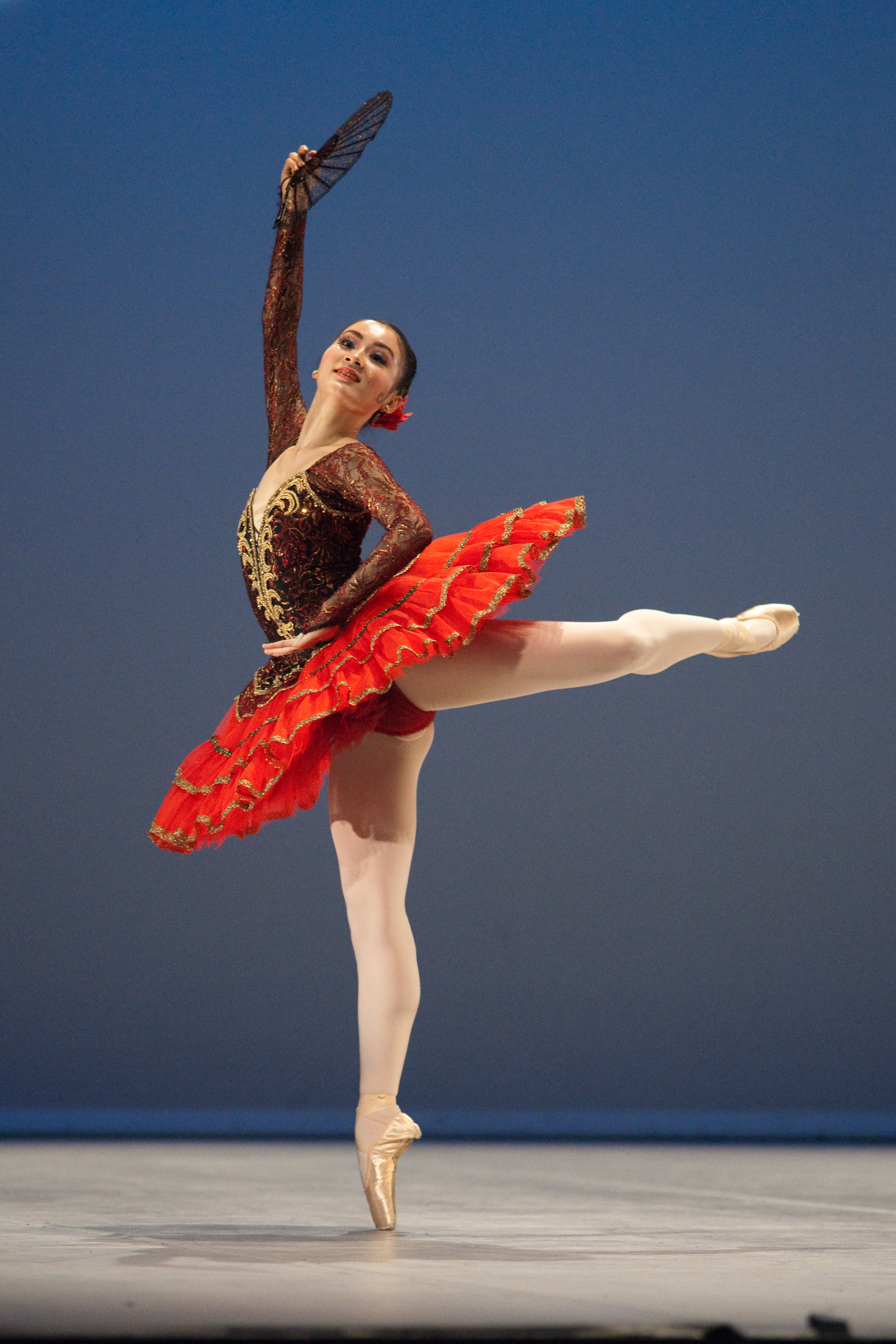
Attitude en effacé sur pointes Hinano Eto, Kitri dans Don Quichotte
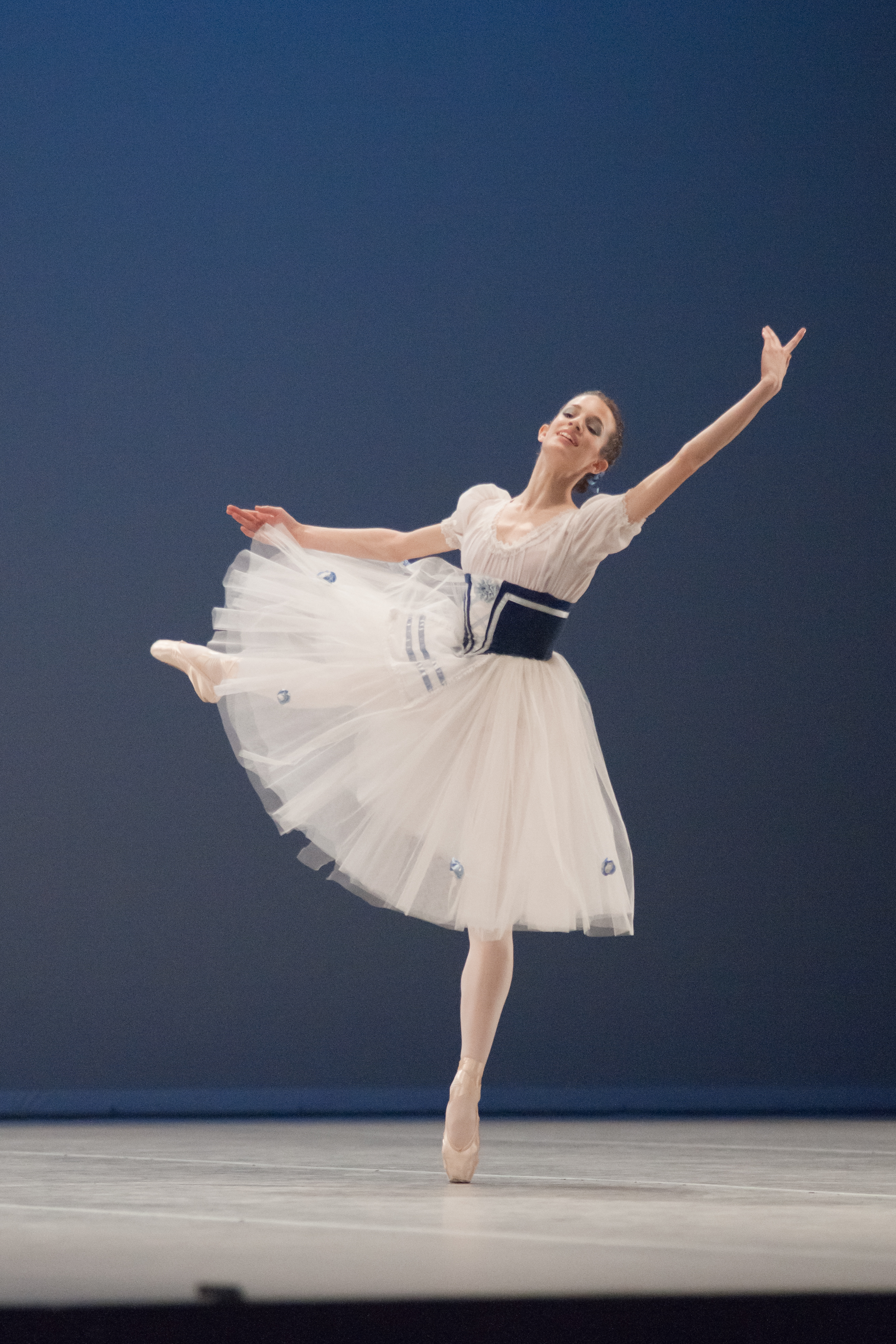
Grand battement Clara Soley dans Giselle, variation de l'acte I
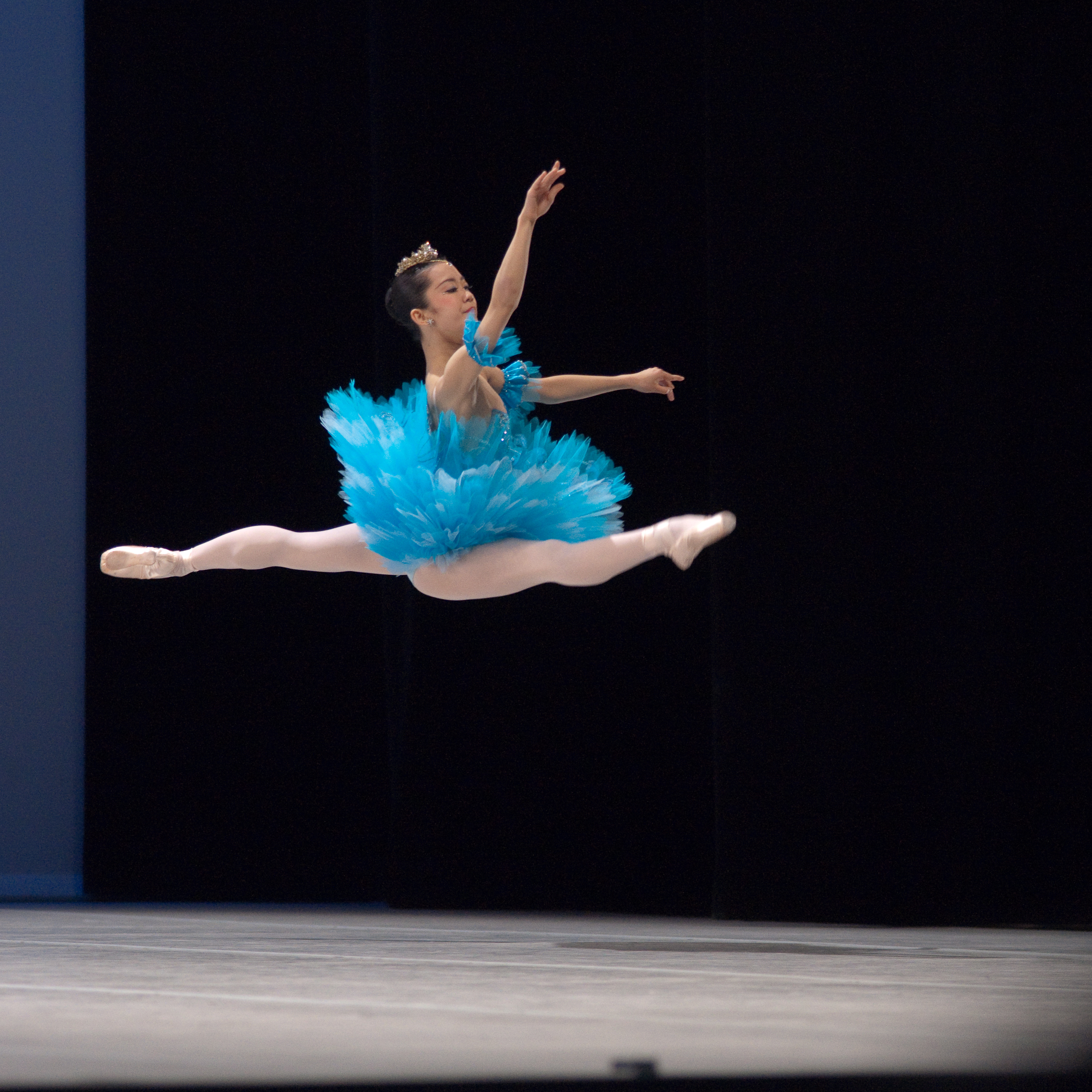
Grand jeté Riho Otsu, Gamzatti dans La Bayadère
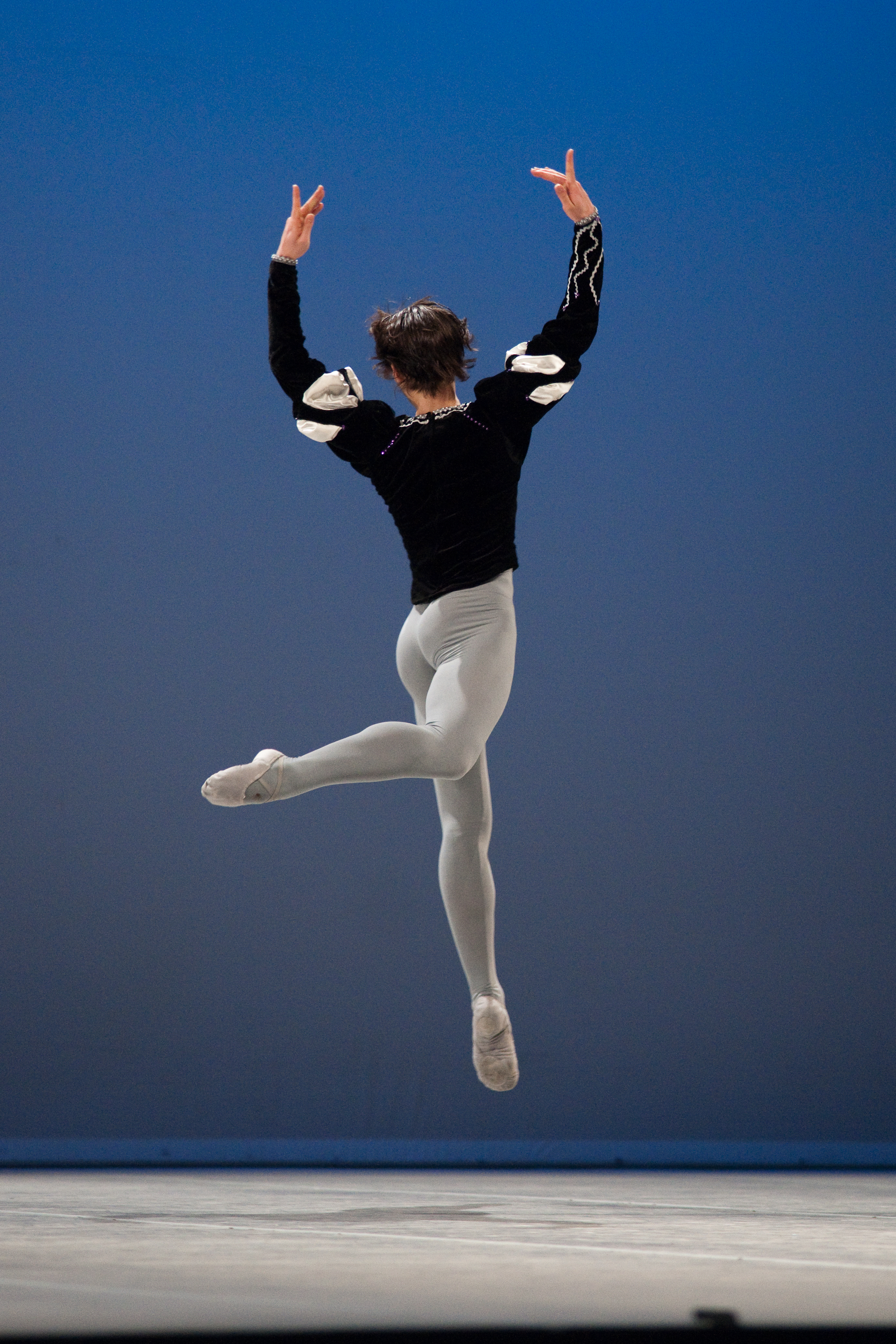
Fouetté en attitude Guillaume Basso, le prince Albrecht dans Giselle

- Grand battement
- Saut de chat
- Sissonne

Pirouette fouettée

[haut de page]